# Mineralni askorbat
Mineralni askorbati su soli askorbinske kiseline (vitamina C). Oni su prahovi proizvedeni reakcijom askorbinske kiseline sa mineralnim karbonatima u vodenim rastvorima, otparavanjem ugljen-dioksida, sušenjem reakcionog produkta, i mlevenjem osušenog precipitata do željene veličine čestica.
Izvor mineralnih karbonata može da bude kalcijum karbonat, kalijum karbonat, natrijum bikarbonat, magnezijum karbonat, kao i mnoge druge mineralne forme. Askorbati su visoko reaktivni antioksidansi koji se koriste kao prehrambeni prezervativi.
Askorbatne soli mogu da budu bolje tolerisane od slabo kisele askorbinske kiseline.
Primeri mineralnih askorbata su:
- Mononatrijum askorbat (E301)[3]
- Kalcijum diaskorbat (E302)
- Monokalijum askorbat (E303)
- Magnezijum diaskorbat